# Кёльн — Мессе/Дойц
Вокзал Кёльн–Мессе/Дойц (нем. Bahnhof Köln Messe/Deutz) —железнодорожный вокзал в городе Кёльне — крупнейшем городе федеральной земли Северный Рейн-Вестфалия. Вокзал Кёльн–Мессе/Дойц — это важнейший железнодорожный узел в правобережной части Кёльна. Здание вокзала расположено в городском районе Дойц на площади Ottoplatz. Западный выезд с вокзала выходит на железнодорожный мост через Рейн — мост Гогенцоллернов, который соединяет его с главным вокзалом Кёльна. По немецкой системе классификации вокзал Кёльн–Мессе/Дойц принадлежит категории 1, что относит его к числу 20 главных вокзалов страны.

## История

### Первые вокзалы
В городе Дойц (в состав Кёльна Дойц вошел 1 апреля 1888 года) железнодорожное движение открылось в 1845 году. 20 декабря 1845 года Кёльн-Минденская железнодорожная компания (CME) открыла станцию Deutzerfeld для отправления поездов на Дюссельдорф. В 1859 году был сдан в эксплуатацию т. н. Соборный мост, вследствие чего вокзал Дойц получил связь с Центральным вокзалом Кёльна. Тогда же была открыта новая железнодорожная ветвь Дойц-Гиссен, при этом старые сооружения вокзала Дойц были расширены и дополнены платформами у нового пути. На вокзале Дойц останавливались пассажирские поезда, в то время как курьерские поезда следовали до Кёльнского центрального вокзала без остановки.
В 1880 году произошла национализация частных железнодорожных компаний и объединение их в единую сеть железных дорог Пруссии. 1 октября 1886 пассажирские платформы построенного в 1845 компанией CME вокзала были закрыты, а все поезда стали следовать к вокзалу Schiffbrücke, ранее принадлежащему Бранденбургской железнодорожной компании (BME), а вокзал компании CME стал использоваться как товарная станция. В 1911 году начинается строительство нового вокзала в Дойце на современном месте.

### Годы национал-социализма и Второй мировой войны

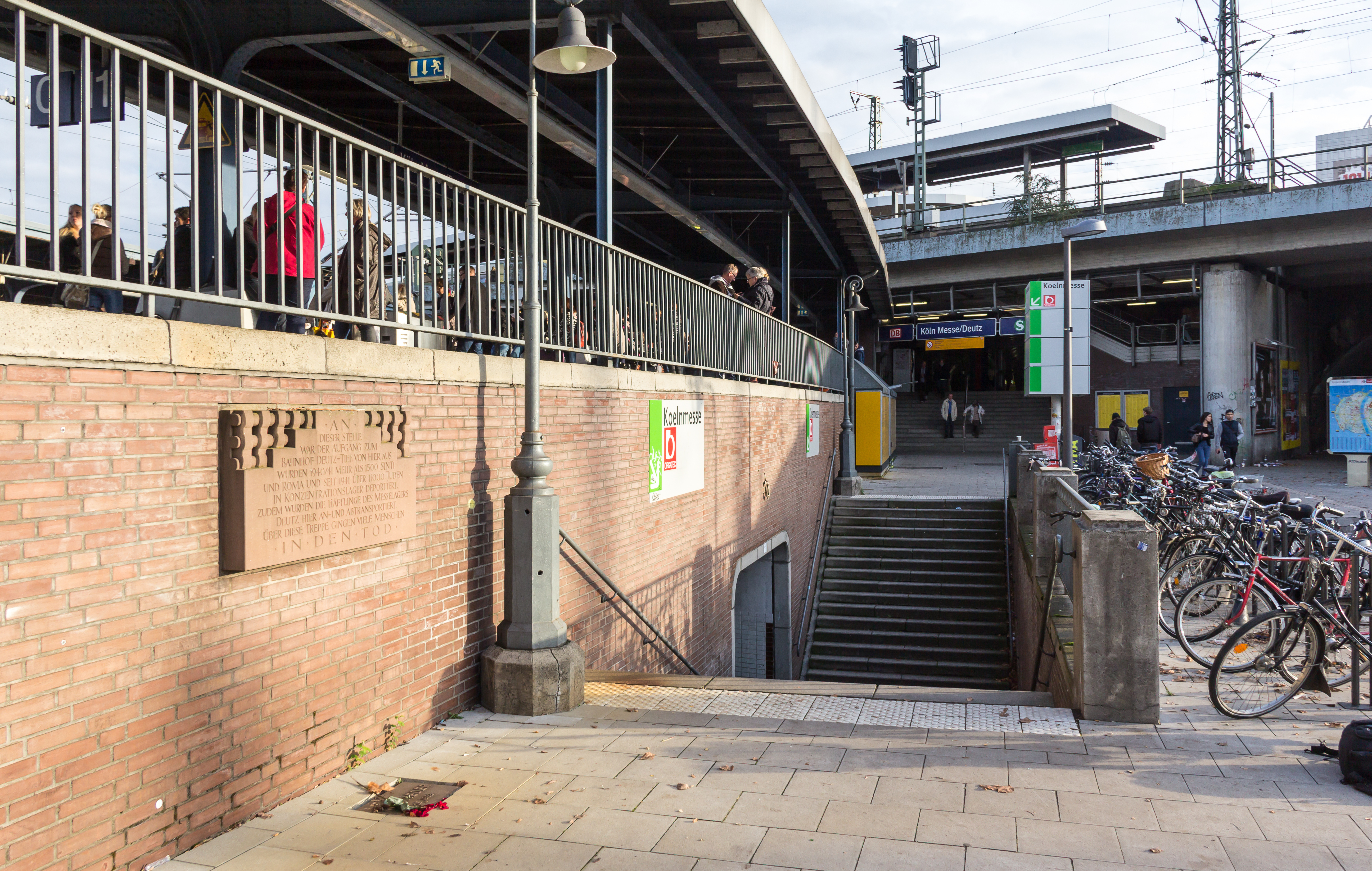
Памятная доска о депортации евреев и цыган Кёльна через вокзал Дойц.

В годы национал-социализма в Германии (Zeit des Nationalsozialismus) через вокзал Дойц из Кёльна были депортированы практически все жившие в городе евреи (Deportation von Juden aus Deutschland). Первый транспорт был отправлен в октябре 1941 года, а последний - 1 октября 1944 года в концлагерь Терезиенштадт. Находящиеся рядом с вокзалом помещения торговой ярмарки использовались как сборный пункт.
Во время 262 бомбардировок британской авиации в ходе второй мировой войны, главная из которых состоялась 30-31 мая 1942 года, здание вокзала в Дойце, как и весь Кёльн, было практически полностью разрушено. Довоенный трёхпролётный крытый перрон из стекла и железа восстановлению не подлежал, и после войны перекрытия сформировали только из бетона. В настоящее время часть туннеля и вся привокзальная площадь зарегистрированы в списке памятников архитектуры города Кёльна.

### Послевоенное время и современность
В 1988 году было принято решение об открытии новой линии ICE из Кёльна во Франкфурт-на-Майне. В связи с этим было принято решение о модернизации вокзала Кёльн-Дойц. В 1996 году «Deutsche Bahn AG» принял решение об открытии ещё целого ряда линий ICE в Кёльне с обязательной остановкой на вокзале Кёльн-Дойц.

В 1998 году правление Кёльнской торговой ярмарки (нем. Koelnmesse) приняло решение о строительстве нового офисного здания компании рядом с вокзалом Кёльн-Дойц. В 1999—2001 годах были выполнены работы по реконструкции вокзала Кёльн–Мессе/Дойц, стоимость которой составила 140 млн. марок. 11 декабря 2004 года вокзал получил современное название — Кёльн–Мессе/Дойц, по названию Кёльнской торговой компании.

## Движение поездов по станции Кёльн

### ICиICE
| Линия  | Маршрут | Маршрут |
| ------ | --- | --- |
| ICE 10 | Берлин (Восточный вокзал) — Ганновер — Билефельд — Хамм —                                                                                      | Дортмунд — Эссен — Дуйсбург — Аэропорт (Дюссельдорф) — Дюссельдорф — Кёльн–Мессе/Дойц — Кёльн — Аэропорт Кёльн/Бонн                            |
| ICE 10 | Берлин (Восточный вокзал) — Ганновер — Билефельд — Хамм —                                                                                      | Хаген — Вупперталь — Кёльн–Мессе/Дойц — Бонн — Кобленц — Трир                                                                                  |
| ICE 41 | Дортмунд — Эссен — Дуйсбург — Дюссельдорф — Кёльн–Мессе/Дойц — Кёльн — Франкфурт-на-Майне — Вюрцбург — Нюрнберг — Мюнхен                       | Дортмунд — Эссен — Дуйсбург — Дюссельдорф — Кёльн–Мессе/Дойц — Кёльн — Франкфурт-на-Майне — Вюрцбург — Нюрнберг — Мюнхен                       |
| ICE 78 | Амстердам — Арнем — Оберхаузен — Дуйсбург — Дюссельдорф — Кёльн–Мессе/Дойц — Кёльн — Аэропорт Франкфурт-на-Майне — Франкфурт-на-Майне — Базель | Амстердам — Арнем — Оберхаузен — Дуйсбург — Дюссельдорф — Кёльн–Мессе/Дойц — Кёльн — Аэропорт Франкфурт-на-Майне — Франкфурт-на-Майне — Базель |

### RE,RBиS-Bahn
| Линия  | Название                  | Маршрут |
| ------ | ------------------------- | --- |
| RE 1   | NRW-экспресс              | Падерборн — Зост — Хамм — Дортмунд — Бохум — Эссен — Мюльхайм-на-Руре — Дуйсбург — Аэропорт (Дюссельдорф) — Дюссельдорф — Кёльн–Мессе/Дойц — Кёльн — Ахен |
| RE 5   | Rhein-Express             | Эммерих-на-Рейне — Везель — Динслакен — Оберхаузен — Дуйсбург — Аэропорт (Дюссельдорф) — Дюссельдорф — Кёльн–Мессе/Дойц — Кёльн — Бонн — Кобленц          |
| RE 7   | Rhein-Münsterland-Express | Райне — Мюнстер — Хамм — Хаген — Вупперталь — Золинген — Кёльн–Мессе/Дойц — Кёльн — Нойс — Крефельд                                                       |
| RE 8   | Rhein-Erft-Express        | Неттеталь — Мёнхенгладбах — Гревенброх — Кёльн–Мессе/Дойц — Кёльн — Аэропорт Кёльн/Бонн — Тросдорф — Бонн — Линц-на-Рейне — Кобленц                       |
| RE 9   | Rhein-Sieg-Express        | Ахен — Дюрен — Кёльн — Кёльн–Мессе/Дойц — Тросдорф — Зигбург — Зиген                                                                                      |
| RE 12  | Eifel-Mosel-Express       | Кёльн–Мессе/Дойц — Кёльн — Ойскирхен — Герольштайн — Трир                                                                                                 |
| RE 22  | Eifel-Express             | Кёльн–Мессе/Дойц — Кёльн — Ойскирхен — Герольштайн |
| RB 24  | Eifel-Bahn                | Кёльн–Мессе/Дойц — Кёльн — Ойскирхен — Герольштайн |
| RB 25  | Oberbergische Bahn        | Кёльн — Кёльн–Мессе/Дойц — Оверат — Гуммерсбах — Мариенхайде (Дизельное сообщение)                                                                        |
| MRB 26 | MittelrheinBahn           | Кёльн–Мессе/Дойц — Кёльн — Бонн — Кобленц — Майнц |
| RB 27  | Rhein-Erft-Bahn           | Мёнхенгладбах — Гревенброх — Кёльн–Мессе/Дойц — Кёльн — Тросдорф — Бонн — Линц-на-Рейне — Кобленц                                                         |
| RB 38  | Erftbahn                  | Дюссельдорф — Нойс — Гревенброх — Бедбург — Бергхайм — Кёльн — Кёльн–Мессе/Дойц                                                                           |
| RB 48  | Rhein-Wupper-Bahn         | Вупперталь — Золинген — Кёльн–Мессе/Дойц — Кёльн — Бонн                                                                                                   |
| S6     | S-Bahn Rhein-Ruhr         | Эссен — Ратинген — Дюссельдорф — Лангенфельд — Кёльн–Мессе/Дойц — Кёльн                                                                                   |
| S11    | S-Bahn Rhein-Ruhr         | Аэропорт Дюссельдорф — Дюссельдорф — Нойс — Кёльн-Ниппес — Кёльн–Мессе/Дойц — Кёльн — Бергиш-Гладбах                                                      |
| S12    | S-Bahn Rhein-Ruhr         | Дюрен — Хоррем — Кёльн–Мессе/Дойц — Кёльн -Тросдорф — Зигбург — Ау-на-Зиге                                                                                |
| S13    | S-Bahn Rhein-Ruhr         | Хорем — Кёльн–Мессе/Дойц — Кёльн — Аэропорт Кёльн/Бонн — Тросдорф                                                                                         |